# Stephanskapelle (Magdeburg)
Die Stephanskapelle war eine Kapelle in Magdeburg im heutigen Sachsen-Anhalt. Sie wurde im 16. Jahrhundert abgerissen.

## Lage

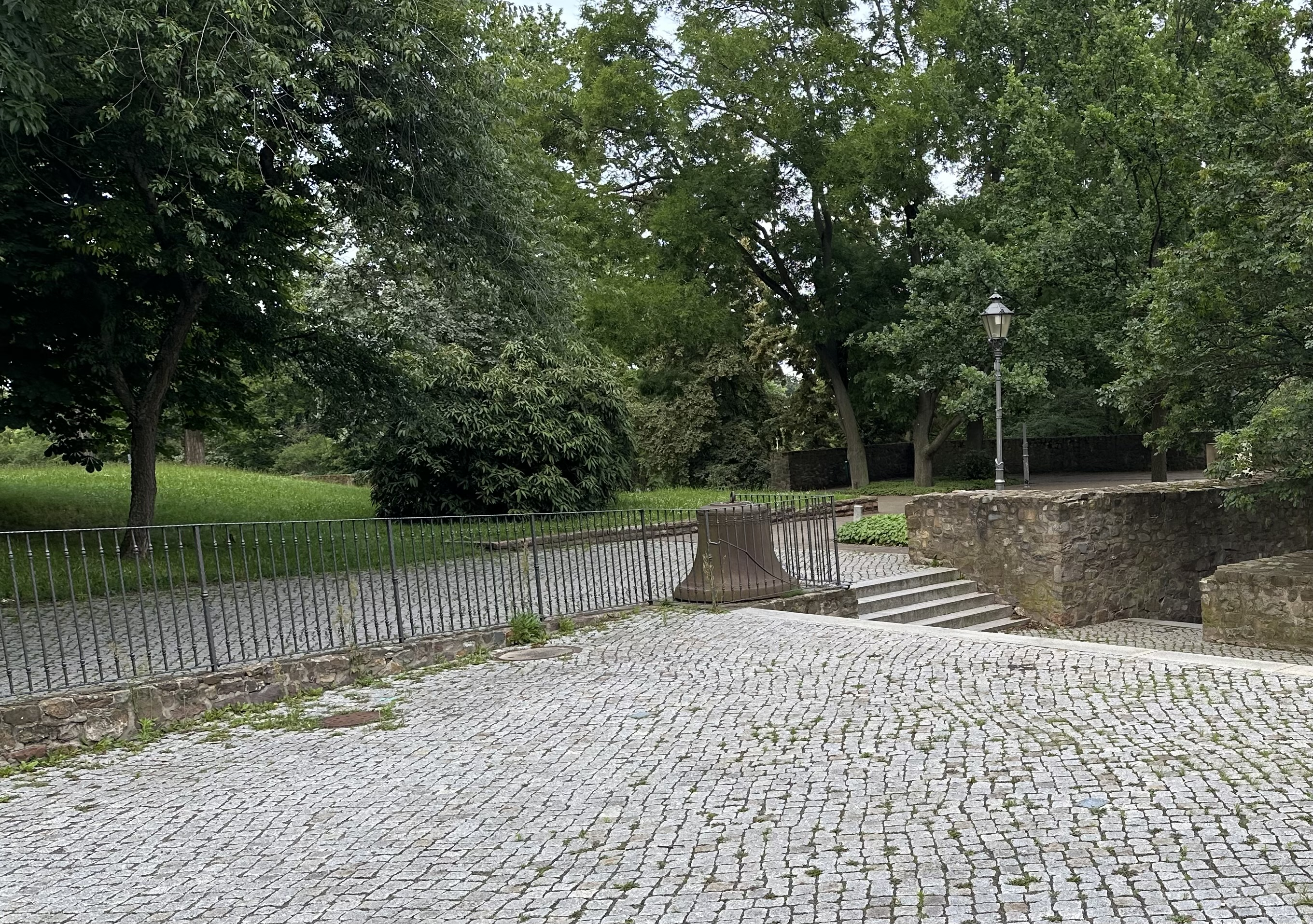
Ungefährer ehemaliger Standort der Stephanskapelle am Johanniskirchhof, rechts die Einmündung des Tannenbergs, 2024

Sie befand sich in der Magdeburger Altstadt an der südöstlichen Ecke des Johanniskirchhofs, an der späteren Adresse Johanniskirchhof 1b und c, etwas nordöstlich der Johanniskirche. Südlich des Bereichs mündet von Osten kommend der Tannenberg ein.

## Geschichte
Die Kapelle war im 10. Jahrhundert von Markgraf Gero gestiftet worden, der am Johanniskirchhof einen Hof hatte. Anfänglich war die Kapelle dem Heiligen Cyriakus geweiht. Nach dem Tod Geros im Jahr 965 überließ Kaiser Otto I. sowohl den Hof als auch die Kapelle dem Bischof von Halberstadt, Bernhard von Hadmersleben. In der nachfolgenden Zeit wurde das Patrozinium auf den Heiligen Stephanus verändert. Für das Jahr 1152 ist überliefert, dass der Erzbischof Hartwig von Bremen die im Hof seines Vaters, des Markgrafen Rudolf von Stade, neben der Marktkirche gelegene Stephanskapelle, dem Kloster Unser Lieben Frauen übereignete.
Der Name der von Norden auf den Bereich der Kapelle zulaufenden Stephansbrücke geht auf die Kapelle zurück. In der Zeit bis zur Einführung der Reformation in Magdeburg im Jahr 1524 war die kirchliche Funktion der Kapelle jedoch bereits verloren gegangen. Zumindest wurde 1524 in der Kapelle die neue Ratsschule eingerichtet. Dieses städtische Gymnasium wurde jedoch schon bald darauf in das Franziskanerkloster in der Großen Schulstraße 1, verlegt. Nach der Schöppenchronik wurde die Kapelle 1565 abgerissen. Das Grundstück wurde Teil des Johanniskirchhofs. In der Ecke entstand der Armen- bzw. Elendenkirchhof. Ab der Zeit um 1830 endete die Nutzung als Friedhof. Zunächst entstand hier ein Garten, später wurden hier die Häuser Johanniskirchhof 1b und c errichtet.
Nach Zerstörungen im Zweiten Weltkrieg blieb der Bereich unbebaut.